# سوريا (ولاية رومانية)
كانت سوريا الرومانية من أوائل المقاطعات الرومانية. ضمها بومبي إلى الجمهورية الرومانية في 64 ق.م. خلال الحرب الميثراداتسية الثالثة بعد هزيمة ملك أرمينيا ديكرانوس الكبير، الذي أصبح حامياً لمملكة سوريا الهلنستية.
دُمجت مملكة يهوذا الهيروية تدريجياً في المقاطعات الرومانية بعد تقسيمها إلى حكومة رباعية في 4 ق.م.، مع ضم يطوريا وتراخونيتد لسوريا الرومانية.

## مقاطعة سوريا

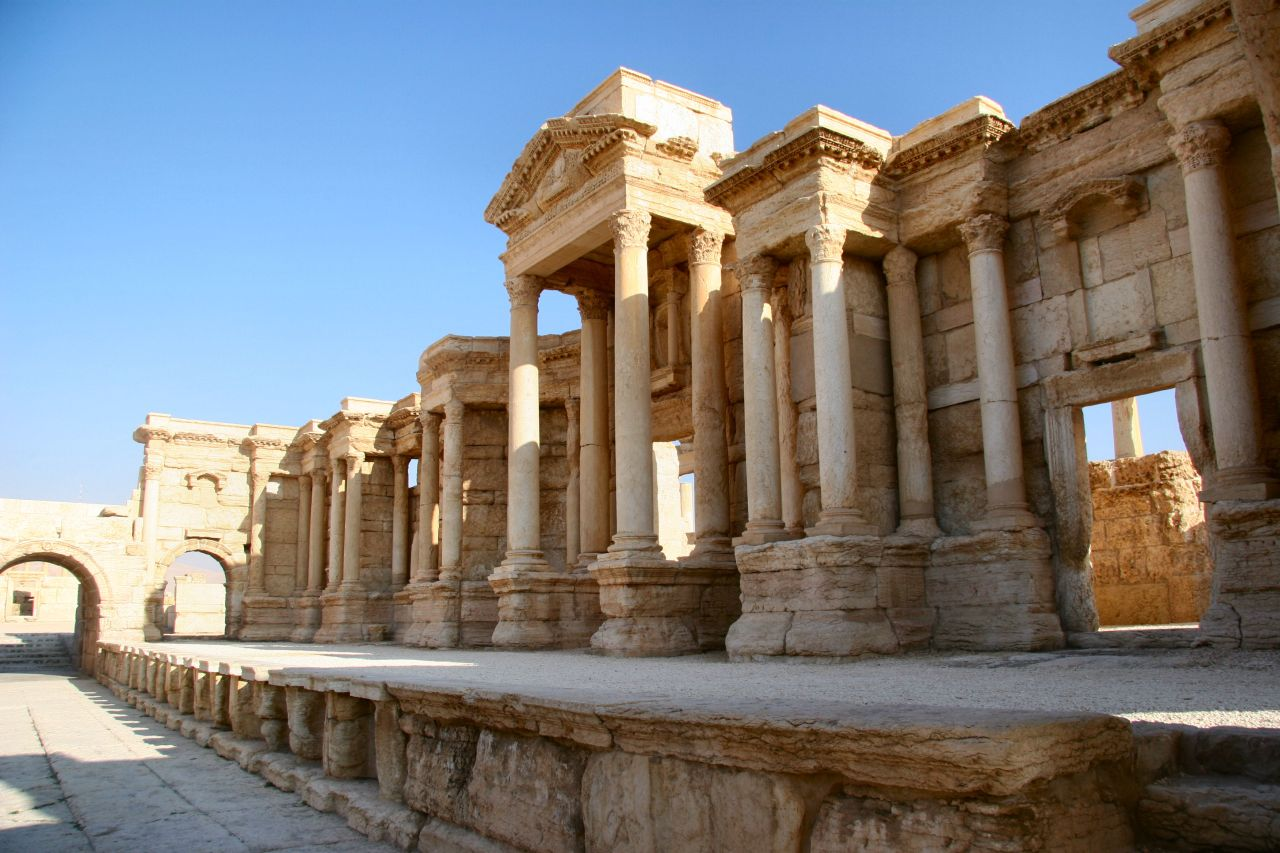
كانت مدينة تدمر القديمة مركزاً تجارياً هاماً وربما المدينة الأكثر ازدهاراً في سوريا الرومانية.

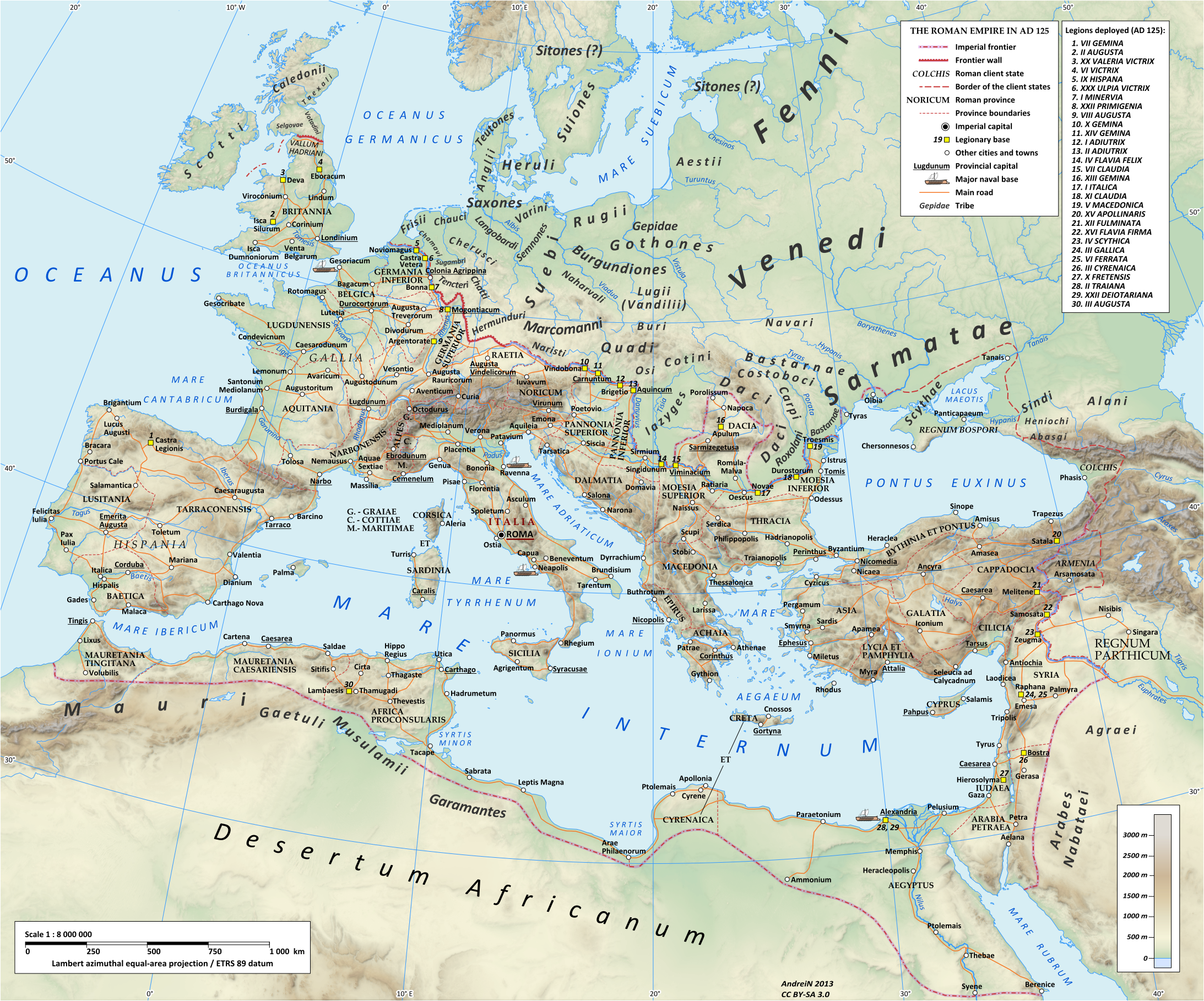
الإمبراطورية الرومانية في عهد هادريان (حكم 117-138 م)، وتظهر في غرب آسيا مقاطعة سوريا الإمبراطورية (سوريا/لبنان)، مع أربعة فيالق انتشرت في 125 م. (خلال عهد الزعامة)

ضُمت سوريا إلى الجمهورية الرومانية في 64 ق.م.، عندما قام بومبي الكبير بإعدام الملك السلوقي أنطيوخوس الثالث عشر أسياتيكوس وخلع خليفته فيليب الثاني فيلورومايوس. عين بومبي ماركوس أميليوس سكوروس [الإنجليزية] في منصب حاكم سوريا.
أصبحت سوريا مقاطعة إمبراطورية رومانية يحكمها ليغاتوس، بعد سقوط الجمهورية الرومانية وتحولها إلى الإمبراطورية الرومانية. كان الجيش الروماني في سوريا يتكون من ثلاثة فيالق مع تعزيزات للدفاع عن الحدود مع بارثيا خلال فترة الإمبراطورية المبكرة.
عزل الإمبراطور أغسطس زعيم اليهود هيرودس أرخيلاوس في 6 م، ووحد يهودا والسامرة وإدوميا في مقاطعة يهودا الرومانية؛ وُضعت هذه المقاطعة تحت السلطة المباشرة لليغاتوس السوري بوبليوس سولبيسيوس كيرينيوس، الذي عين كوبونيوس والياً على يهودا. أُلحقت يطوريا وتراخونيتد والجليل وبيرية بمقاطعة سوريا بعد وفاة هيرودس فيليبس الثاني (34 م) وعزل هيرودس أنتيباس (39 م).
انفصل جزء كبير من فلسطين عن سوريا وتحول إلى مملكة عميلة تحت حكم هيرودس أغريباس الأول في الفترة من 37 إلى 41 م. وقد أُعيد استيعاب مملكته تدريجياً في الإمبراطورية الرومانية بعد وفاته، حتى تحولت إلى مقاطعة رومانية رسمياً بعد وفاة هيرودس أغريباس الثاني.
انخرطت قوات مقاطعة سوريا مباشرةً في الحرب اليهودية الرومانية الأولى في 66-70 م. جلب سيستيوس جالوس، ليغاتوس سوريا، الجيش السوري، المُشكل من الفيلق الثاني عشر (فولميناتا) والمعزز بقوات دعم، لاستعادة النظام في يهودا وقمع التمرد في 66 م. ومع ذلك، تعرض الفيلق لكمين ودمره المتمردون اليهود في معركة بيت حورون [الإنجليزية]، وهي النتيجة التي صدمت القيادة الرومانية. ومن ثمّ كُلف الإمبراطور المستقبلي فسبازيان بسحق الثورة اليهودية. أطلق فسبازيان، بمساعدة الوحدات السورية الداعمة له، حملته ليصبح إمبراطوراً رومانياً في صيف 69 م. فهزم منافسه فيتليوس وحكم كإمبراطور لمدة عشر سنوات عندما خلفه ابنه تيتوس.
```
كان من المعروف أن 
غارغيليوس أنتيكوس
 
[الإنجليزية]
 كان حاكماً لمقاطعة في الجزء الشرقي من الإمبراطورية، ربما سوريا، بين عمله كقنصل وحكم آسيا استناداً إلى النقش المكتشف في 
تل دور
 في 1948.
[
3
]
 عثر علماء الآثار تحت الماء في 
جامعة حيفا
 على نقش باللغة اليونانية قبالة سواحل تل دور في نوفمبر 2016، يشهد على أن أنتيكوس كان حاكماً لمقاطعة يهودا بين عامي 120 و130، ربما قبل 
ثورة بار كوخبا
.
[
4
]
```

وكما ذكر تيودور مومزن،
«واحتفظ حاكم سوريا بالإدارة المدنية للمقاطعة الكبيرة بأكملها دون نقص، وتولى وحده قيادة من الدرجة الأولى لفترة طويلة في جميع آسيا. [...] لم يحدث تقليص في صلاحياته إلا خلال القرن الثاني، عندما أخذ هادريان أحد الفيالق الأربعة من حاكم سوريا وسلمها إلى حاكم فلسطين.»

## التبعات

### تقسيمها إلى سوريا الجوفاء وفينيقيا السورية
قسم سيبتيموس سيفيروس مقاطعة سوريا إلى مقاطعتي سوريا الجوفاء وسوريا فينيقيا، مع اختيار أنطاكية وصور عاصمتين لهما.
وكما ذكر تيودور مومزن،
«كان سيفيروس هو الذي انتزع المركز الأول في التسلسل الهرمي العسكري الروماني من الحاكم السوري. بعد أن أخضع المقاطعة - التي كانت ترغب في ذلك الوقت في نصب نيجر إمبراطوراً، كما فعلت سابقاً مع حاكمها فسبازيان - وسط مقاومة من العاصمة أنطاكية على وجه الخصوص، فأمر بتقسيمها إلى نصف شمالي وجنوبي، ومنح حاكم الأولى التي كانت تسمى سوريا الجوفاء فيلقان، وحاكم المقاطعة الثانية، سوريا فينيقيا، [فيلقاً] واحداً.»
منذ أواخر القرن الثاني، ضم مجلس الشيوخ الروماني العديد من السوريين البارزين، بما في ذلك كلوديوس بومبيانوس [الإنجليزية] وأفيديوس كاسيوس [الإنجليزية].
كانت لسوريا أهمية استراتيجية حاسمة خلال أزمة القرن الثالث.  حكم روما مواطن سوري في 244 م، من فيليبوبوليس (شهبا حالياً) في مقاطعة البتراء العربية. وهو الإمبراطور ماركوس يوليوس فيليبوس، المعروف أكثر باسم فيليب العربي. أصبح فيليب الإمبراطور الثالث والثلاثين لروما عند احتفالها بألفيتها.
تعرضت سوريا الرومانية للغزو في 252/253 (التاريخ متنازع عليه)، بعد تدمير الجيش الميداني الروماني في معركة بربليسوس [الإنجليزية] على يد ملك بلاد فارس شابور الأول. مما ترك نهر الفرات دون دفاع ونهب الفرس المنطقة. وقع حدث مماثل في 259/260 عندما هزم شابور الأول الجيش الميداني الروماني مرة أخرى وأسر الإمبراطور الروماني فاليريان حياً في معركة الرها. عانت سوريا الرومانية مرة أخرى، حيث سقطت مدنها وسُلبت ونُهبت.
كانت سوريا جزءاً من مملكة تدمر المنشقة من 268 إلى 273.
| «الشرق» في زمن سيبتيموس سيفيروس حوالي 200 م. | «الشرق» في زمن سيبتيموس سيفيروس حوالي 200 م. | «الشرق» في زمن سيبتيموس سيفيروس حوالي 200 م. |
| -------------------------------------------- | -------------------------------------------- | -------------------------------------------- |
| سوريا الجوفاء                                | Provincia Syria Coele                        |                                              |
| فينيقيا                                      | Provincia Syria Phoenice                     |                                              |
| فلسطين                                       | Provincia Syria Palaestina                   |                                              |
| العربية                                      | Provincia Arabia Petraea                     |                                              |

### الإصلاح السيادي
أصبحت سوريا الجوفاء جزءاً من أبرشية الشرق بعد إصلاحات دقلديانوس. تأسست مقاطعة الفراتية في وقت ما بين 330 و350 (من المحتمل حوالي 341)، خارج أراضي سوريا الجوفاء على طول الضفة الغربية لنهر الفرات ومملكة كوماجيني السابقة، وكانت هيرابوليس عاصمتها.

### سوريا في الإمبراطورية البيزنطية

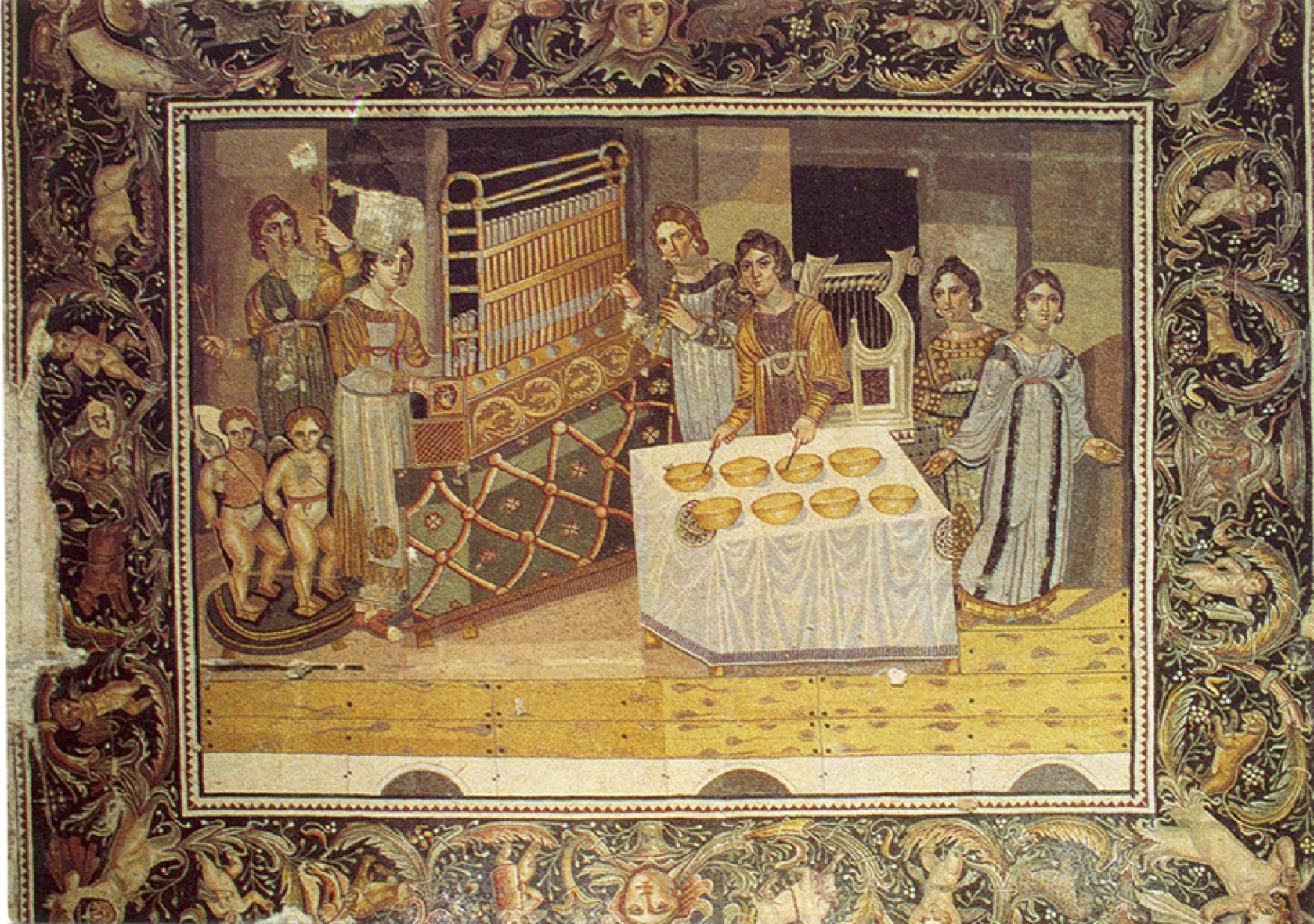
فسيفساء من العصر البيزنطي بمساحة 20 متراً مربعاً عثر عليها في مريمين بسوريا، وموجودة حالياً في متحف حماة.

قُسمت سوريا الجوفاء إلى سوريا الأولى، وعاصمتها باقية في أنطاكية، وسوريا الثانية أو سوريا سالوتاريس، وعاصمتها أفاميا على نهر العاصي بعد حوالي عام 415. استقطع جستنيان الأول مقاطعة ثيودورياس الساحلية الصغيرة من أراضي كلا المقاطعتين في 528.

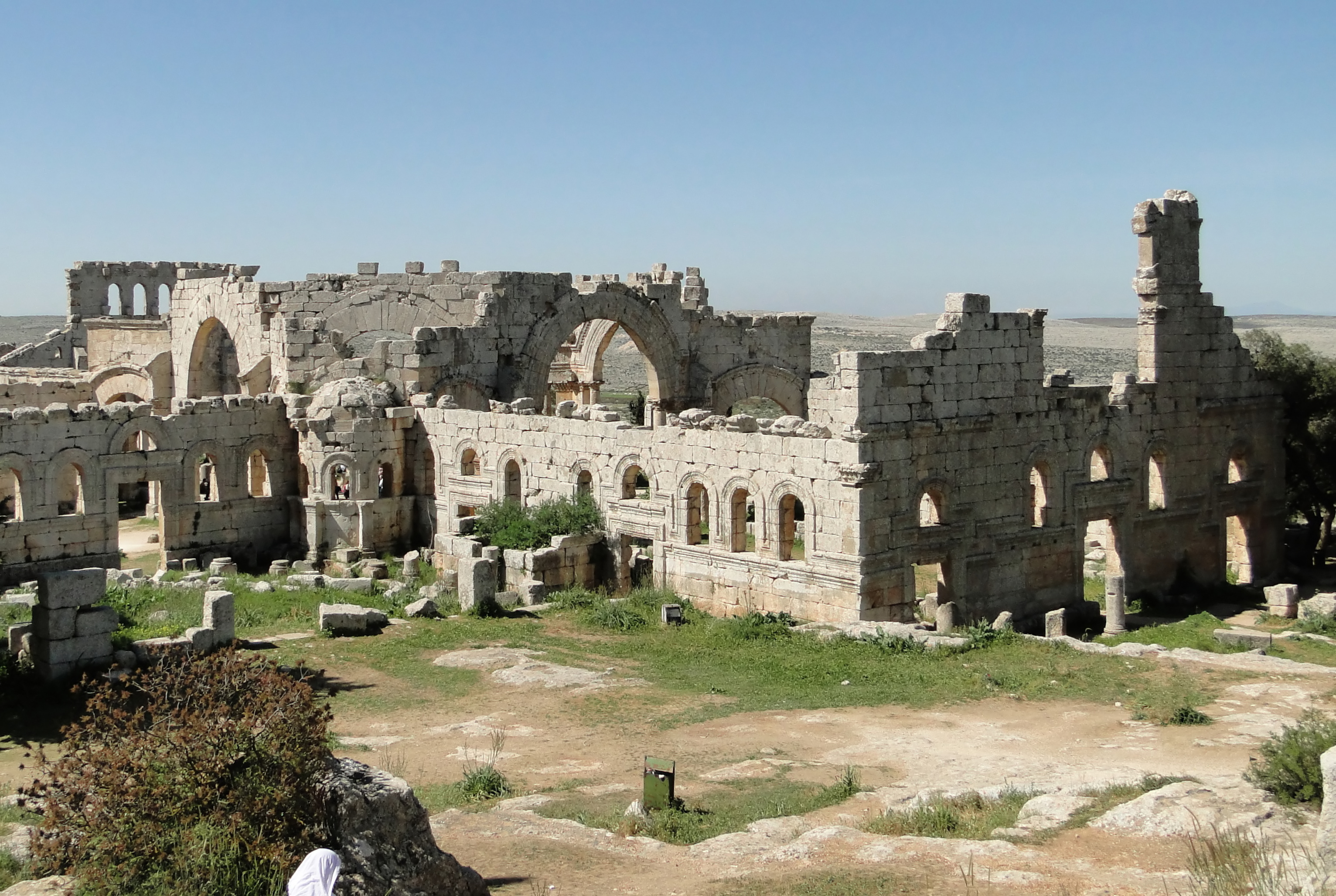
كنيسة القديس سمعان العمودي، إحدى أقدم الكنائس الباقية في العالم

ظلت المنطقة واحدة من أهم مقاطعات الإمبراطورية البيزنطية. احتلها الساسانيون بين عامي 609 و628، ثم استعادها الإمبراطور هرقل، لكنه خسرها مرة أخرى أمام المسلمين المتقدمين بعد معركة اليرموك وسقوط أنطاكية. استعاد نقفور فوقاس مدينة أنطاكية في 963، إلى جانب أجزاء أخرى من البلاد، التي كانت في ذلك الوقت تحت حكم الحمدانيين، على الرغم من أنها كانت لا تزال تحت السيادة الرسمية للخلفاء العباسيين وطالب بها الخلفاء الفاطميون أيضاً. بعد فشل الإمبراطور يوحنا زيمسكي في غزو سوريا حتى القدس، تبع ذلك إعادة فتح سوريا من قبل المسلمين في أواخر سبعينيات القرن الماضي زمن الخلافة الفاطمية والتي أدت إلى طرد البيزنطيين من معظم أجزاء سوريا. ومع ذلك، ظلت أنطاكية وأجزاء أخرى من شمال سوريا تابعة للإمبراطورية وكانت أجزاء أخرى تحت حماية الأباطرة من خلال وكلائهم الحمدانيين والمرداسيين والمروانيين، حتى وصول السلاجقة، الذين فتحوا أنطاكية بعد ثلاثة عقود من التوغلات في 1084. سقطت أنطاكية مرة أخرى خلال القرن الثاني عشر في أيادي جيوش الأسرة الكومنينية التي أٌعيد إحياؤها. ومع ذلك، كانت المدينة في ذلك الوقت تعتبر جزءاً من آسيا الصغرى وليس من سوريا.

## السكان
كان لمقاطعة سوريا توزيع سكاني متنوع. كانت المناطق الريفية الداخلية مأهولة في الغالب من قبل متحدثين باللغة الآرامية ينحدرون من مختلف الشعوب السامية الغربية التي سكنت سوريا. استقر العرب في جميع أنحاء حوران وتراخونيتيس وحمص التي سيطروا عليها. كان العرب أيضاً جزءاً من تكوين تدمر، الذي ضم الآراميين والعرب والأموريين. حافظ الساحل الفينيقي على أغلبية ناطقة باللغة الفينيقية حتى نهاية القرن الثاني، وشملت مراكزهم الحضرية الرئيسية صور وصيدا وبيريتوس.
من ناحية أخرى، شكل الإغريق أغلبية في المراكز الحضرية الهلنستية مثل أنطاكية، وأفاميا، وكورش، والديكابولس، التي استوطنها الإغريق تحت رعاية السلوقيين.
تتراوح تقديرات سكان بلاد الشام بأكملها في القرن الأول من 3.5 إلى 4 ملايين إلى 6 ملايين، وهي مستويات لم تضاهيها إلا مستويات القرن التاسع عشر. بلغت المراكز الحضرية ذروتها جنباً إلى الكثافة السكانية في المستوطنات الريفية. وصلت أنطاكية وتدمر إلى ذروة 200.000-250.000 نسمة، في حين بلغ عدد سكان أفاميا 117.000 «مواطن حر» حوالي عام 6 م. بالإضافة إلى التبعيات والقرى، ربما بلغ عدد سكان أفاميا وكورش ما يصل إلى 500.000 لكل منهما. شكلت سلسلة الجبال الساحلية السورية، وهي منطقة تلال هامشية، أقل كثافة سكانية وبلغ عدد سكانها حوالي 40-50.000 نسمة.

## مقرات الأسقفية
الأسقفيات القديمة لمقاطعة سوريا الأولى الرومانية المتأخرة والمُدرجة في الكتاب البابوي السنوي ككراسي اسمية:
- أناسارتا (خناصر)
- بركوس (باكوزا أو بانقوسا)
- بيرويا (حلب)
- خالكيذا في سوريا (قنسرين)
- جابالا (جبلة)
- جابولا [الإنجليزية] (عند سبخة الجبول)
- جنداروس (جنديرس)
- لاودكيا في سوريا (اللاذقية)
- سلامياس (السلمية)
- سلوقية بييريا

الأسقفيات القديمة لمقاطعة سوريا الثانية الرومانية المتأخرة والمُدرجة في الكتاب البابوي السنوي ككراسي اسمية:
- أفاميا في سوريا، عاصمة المطرانية
- أريثوزا [الإنجليزية] (الرستن)
- بالانيا (بانياس)
- إبيفانيا في سوريا (حماة)
- لاريسا في سوريا (شيزر)
- مريمي (مريمين)
- رافانيا (الرفنية)
- سيليوكوبيلوس [الإنجليزية] (سيلوكوبوليس)

## أعلام
- يوتروبيا
- مارتينا
- قسطنطين
- جوليا كورنيليا باولا
- إغناطيوس